# Барон Майгель
Барон Ма́йгель — персонаж произведения Михаила Булгакова «Мастер и Маргарита». Появляется в 23 главе произведения. Новоявленный «Иуда». На великом балу у сатаны был застрелен демоном по имени Азазелло и послужил той жертвой, кровь которой оказалась в «литургической» чаше Воланда.

## Возможные прототипы
Большая часть булгаковедов считает барона Майгеля собирательным образом. В качестве реальных прототипов упоминаются три человека, носившие фамилии, имеющие фонетическое созвучие с фамилией этого булгаковского персонажа:
- бывший барон Борис Сергеевич Штейгер, уроженец Одессы[1] (во многих источниках ошибочно указывается как уроженец Киева), в 1920-е и 1930-е годы работавший в Москве в качестве уполномоченного Коллегии Наркомпроса РСФСР по внешним сношениям. Одновременно Штейгер являлся штатным сотрудником ОГПУ-НКВД. Он следил за входившими в контакт с иностранцами советскими гражданами и стремился получить от иностранных дипломатов сведения, интересовавшие советские органы безопасности. В апреле 1937 года Штейгер был арестован, обвинён в шпионаже в пользу неназванного империалистического государства и в августе того же года расстрелян как враг народа. Дополнительным аргументом в пользу такой трактовки является факт того, что в ранних версиях романа эпизод убийства барона отсутствовал и он появился только в 1939 году, уже после расстрела Штейгера[2][неавторитетный источник][3]. Посмертно реабилитирован 19 августа 1991 года[1].
- комендант Петропавловской крепости барон Егор Иванович Майдель, ранее послуживший также прототипом коменданта барона Кригсмута из романа Льва Толстого «Воскресение». Равно как интеллигентный, знающий языки и приятный в общении барон Майгель безразличен к жертвам своих доносов, так и интеллигентный и увлечённый своим делом тюремщик Майдель, по воспоминаниям шурина Льва Толстого Степана Андреевича Берса, стремился произвести на графа хорошее впечатление, проявляя полное равнодушие к заключённым[2][неавторитетный источник].
- ленинградский литературовед Михаил Гаврилович Майзель[4]. В начале 1930-х годов написал ряд критических статей о творчестве Булгакова, в которых называл писателя представителем «новобуржуазного направления» и обвинял его в непринятии революции и в «апологетическом отношении к дореволюционному прошлому». В отличие от двоих предыдущих, Майзель бароном не был, но, по мнению литературного критика Золотоносова, Булгаков нарочно называет персонажа романа «бароном Майгелем»: в этом именовании звучит саркастический намек на баронскую фамилию Ротшильд. М. Майзель в 1936 году был арестован и расстрелян, а при Хрущёве реабилитирован.

## Образ барона Майгеля в кинематографе
| Название           | Страна | Год  | Режиссёр        | В роли барона Майгеля | Примечания |
| ------------------ | ------ | ---- | --------------- | --------------------- | ---------- |
| Мастер и Маргарита | Польша | 1988 | Мацей Войтышко  | Кшиштоф Стельмашик    |            |
| Мастер и Маргарита | Россия | 1994 | Юрий Кара       | Александр Ульянов     |            |
| Мастер и Маргарита | Россия | 2005 | Владимир Бортко | Дмитрий Нагиев        | телесериал |
| Мастер и Маргарита | Россия | 2024 | Михаил Локшин   | Алексей Гуськов       |            |